# Culex indecorabilis
Culex indecorabilis är en tvåvingeart som först beskrevs av Theobald 1903.  Culex indecorabilis ingår i släktet Culex och familjen stickmyggor. Inga underarter finns listade i Catalogue of Life.